# Мисс мира 1974
Мисс Мира 1974 (англ. Miss World 1974) — 24-й ежегодный конкурс красоты, проходивший 22 ноября 1974 года в Альберт-холле, Лондон, Великобритания. В конкурсе участвовали 54 девушки. Победила Хелен Морган, представлявшая Великобританию.
Хелен Морган была коронована Джулией Морли, так как предыдущая победительница, Марджори Уоллес из США, была лишена титула из-за невыполнения обязанностей. Хелен стала второй валлийкой и четвёртой представительницей Туманного Альбиона. Спустя четыре дня выяснилось, что она мать-одиночка, поэтому она была дисквалифицирована из-за невозможности выполнять обязанности победительницы. Её место заняла 1-я вице-мисс Аннелин Криль, представлявшая ЮАР.
Хелен Морган представляла Уэльс на конкурсе «Мисс Вселенная» 1974 года и завоевала титул 1-й вице-мисс.

## Результаты
| Финальный результат | Участницы |

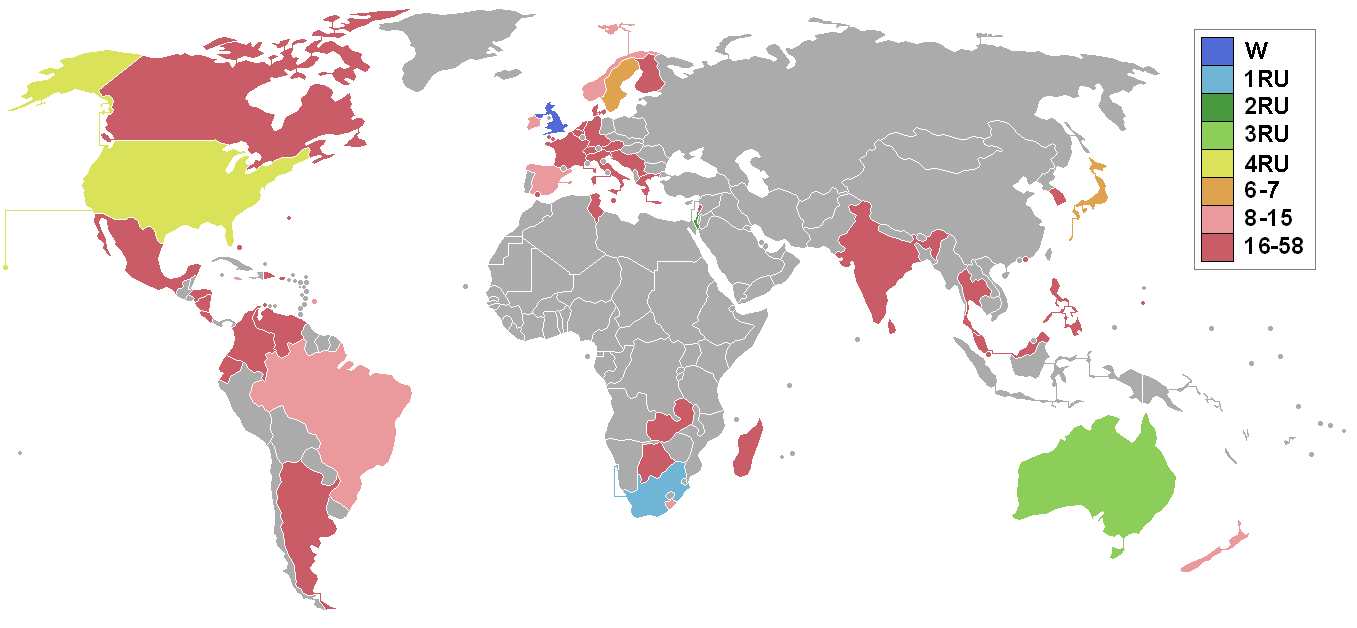
Страны-участницы конкурса «Мисс Мира» — 1974 года

| Мисс Мира 1974      | - Великобритания — Хелен Морган (лишена титула) |
| 1-я вице-мисс       | - ЮАР — Аннелин Криль (преемник) |
| 2-я вице-мисс       | - Израиль — Lea Klain |
| 3-я вице-мисс       | - Австралия — Gail Margaret Petith |
| 4-я вице-мисс       | - США — Терри Энн Браунинг |
| 5-я вице-мисс       | - Швеция — Jill Lindqvist |
| 6-я вице-мисс       | - Япония — Chikako Shima |
| Полуфиналистки      | - ЮАР — Evelyn Peggy Williams - Барбадос — Linda Yvonne Field - Бразилия — Mariza Sommer - Ирландия — Julie Ann Farnham - Ямайка — Andrea Lyon - Новая Зеландия — Sue Nicholson - Норвегия — Torill Mariann Larsen - Испания — Natividad Rodríguez |

### Специальные награды
| Награда             | Участницы                     |
| Мисс Личность       | - Гонконг — Judy Dirkin       |
| Мисс фотогеничность | - Югославия — Jadranka Banjac |

## Участницы
| - ЮАР — Evelyn Peggy Williams - Аргентина — Sara Barberi - Нидерландские Антильские острова — Esther Angeli Luisa Marugg - Австралия — Gail Margaret Petith - Австрия — Eveline Engleder - Багамские Острова — Monique Betty Cooper - Барбадос — Linda Yvonne Field - Бельгия — Anne-Marie Sophie Sikorski - Бермуды — Joyce Ann de Rosa - Ботсвана — Rosemary Moleti - Бразилия — Mariza Sommer - Канада — Sandra Margaret Emily Campbell - Колумбия — Luz María Osorio Fernández - Коста-Рика — Rose Marie Leprade Coto - Дания — Jane Moller - Доминиканская Республика — Giselle Scanlon Grullón - Эквадор — Silvia Aurora Jurado Estrada - Финляндия — Merja Talvikki Ekman - Франция — Edna Tepava - Германия — Sabrina Erlmeier - Гибралтар — Patricia Orfila - Греция — Evgenia (Nia) Dafni - Гуам — Rosemary Pablo Laguna - Гернси — Gina Elizabeth Ann Atkinson - Нидерланды — Gerarda (Gemma) Sophia Balm - Гондурас — Leslie Suez Ramírez - Гонконг — Judy Denise Anita Dirkin - Индия — Kiran Dholakia - Ирландия — Julie Ann Farnham | - Израиль — Lea Klain - Италия — Zaira Zoccheddu - Ямайка — Andrea Lyon - Япония — Chikako Shima - Джерси — Christine Marjorie Sangan - Республика Корея — Shim Kyoung-sook - Ливан — Gisèle Hachem - Мадагаскар — Raobelina Harisoa - Малайзия — Shirley Tan - Мальта — Mary Louis Elull - Мексика — Guadalupe del Carmen Elorriaga Valdés - Новая Зеландия — Sue Nicholson - Никарагуа — Francis (Fanny) Duarte de León Tapia - Норвегия — Torill Mariann Larsen - Филиппины — Agnes Benisano Rustia - Пуэрто-Рико — Loyda Eunice Valle Blas Machado - Сингапур — Valerie Oh Choon Lian - ЮАР — Аннелин Криль (Anneline Kriel) - Испания — Natividad Rodríguez Fuentes - Шри-Ланка — Vinodini Roshanara Jayskera - Швеция — Jill Lindqvist - Швейцария — Astrid Maria Angst - Таиланд — Orn-Jir Chaisatra - Тунис — Zohra Kehlifi - Великобритания — Хелен Морган (Helen Elizabeth Morgan) - США — Терри Энн Браунинг (Terry Ann Browning) - Венесуэла — Alicia Rivas Serrano - Югославия — Jadranka Banjac - Замбия — Christine Munkombwe |

## Заметки

### Дебют
- Барбадос, Гернси, Джерси и Замбия соревновались в конкурсе впервые.

### Вернулись
- Мадагаскар последний раз участвовал в 1961 году.
- Дания последний раз участвовала в 1970 году.
- Никарагуа и Тунис последний раз участвовали в 1971 году.
- Коста-Рика, Эквадор, Германия и Индия последний раз участвовали в 1972 году.